# Cyrix Cx486DLC

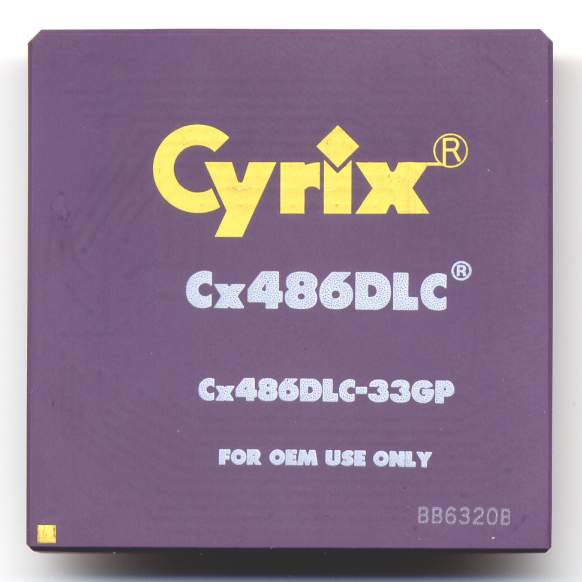
Cyrix Cx486DLC mikroprocesszor

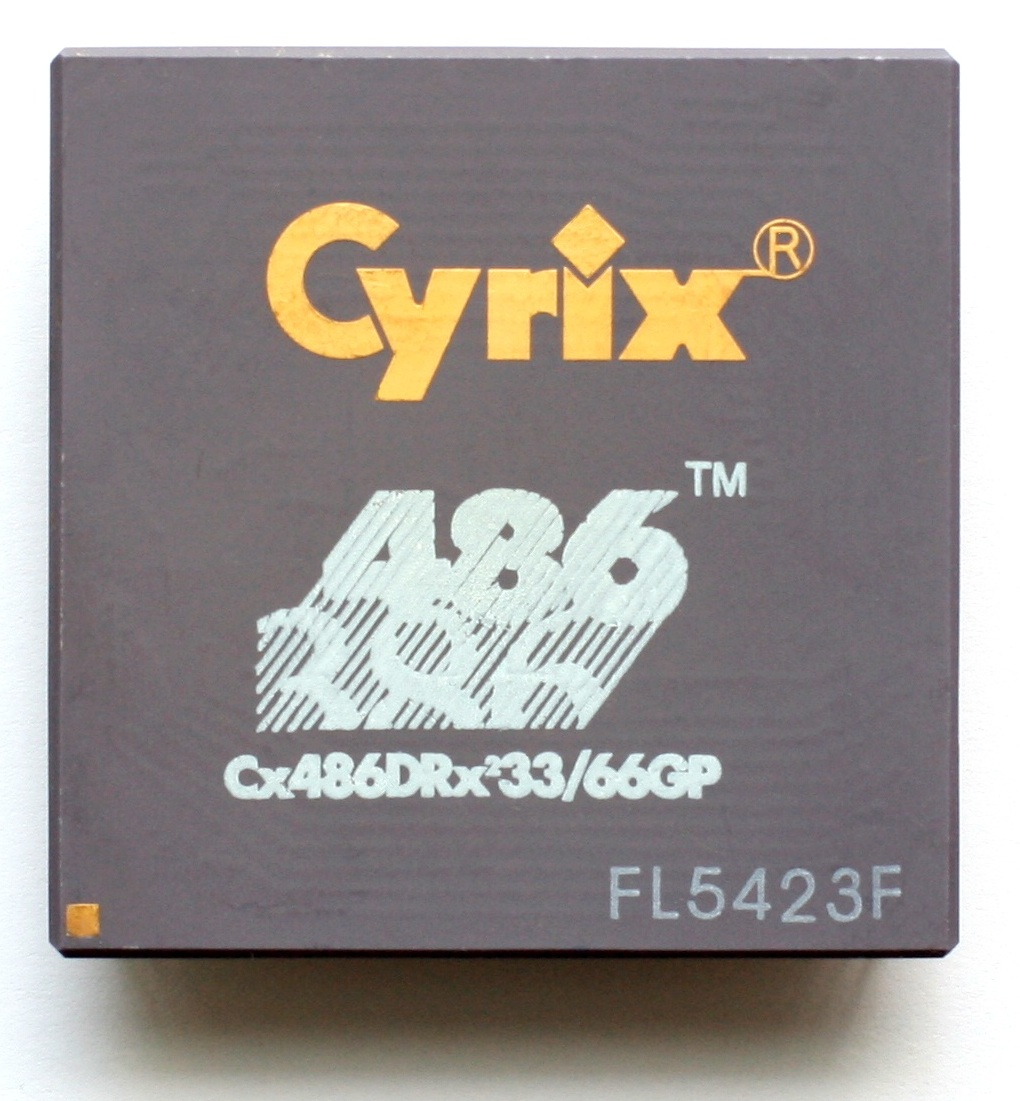
Cyrix Cx486DRx² mikroprocesszor

A Cyrix Cx486DLC a Cyrix cég egy korai 486-os CPU-ja, amellyel az Intel 486SX és DX processzoraival kívántak versenyezni. A 486DLC processzort a Texas Instruments gyártotta a Cyrixnek, és később saját márkanév alatt is megjelentette azt, ez volt a TI486SXL csip, amely 8 KiB belső gyorsítótárat tartalmazott, szemben az eredeti Cyrix tervezésű processzorok 1 KiB gyorsítótárával. A hasonló nevű IBM 486DLC, 486DLC2, 486DLC3 (más néven Blue Lightning, kék villám) processzorokat gyakran összetévesztik a Cyrix csipekkel, de ezek teljesen más konstrukciók, az Intel i486 tervei alapján készültek.
A modell 1992 júniusában jelent meg. A későbbi Cyrix Cx5x86-hoz hasonlóan, ez is egy hibrid CPU, amely egy fejlettebb új CPU, az Intel 80486 jellemzőit hordozza magában, míg elődje, a 386DX processzor foglalatába illeszthető. 25, 33 és 40 MHz-es órajelű változatokban készült.
A 486DLC leírható úgy, mint egy 386DX a 486 utasításkészletével és egy hozzáadott, 1 KiB méretű csipre integrált L1 gyorsítótárral. Ez a processzor a 386DX sínt alkalmazza (nem úgy, mint 16 bites rokona, a 486SLC), ezért ez egy teljes mértékben 32 bites csip. A 386-hoz és 486SX-hez hasonlóan, ebben sincs lapkára integrált matematikai koprocesszor, de a 486SX-szel ellentétben, képes volt használni az Intel 387DX vagy az azzal kompatibilis numerikus koprocesszorokat. Néhány 486SX alaplap tartalmazott i387 foglalatot is, de ezek nagyon ritkák. A kisebb L1 gyorsítótár miatt a 486DLC nem tudott versenyezni az azonos órajelű 486SX processzorokkal, de egy 33 MHz-es 486DLC felvette a versenyt egy 25 MHz-es 486SX-szel, kevesebbe került, és tovább lehetett bővíteni egy olcsó matematikai koprocesszorral.
Miközben kisebb cégek a PC magazinokban megjelenő hirdetéseikben a saját 486DLC rendszereik felsőbbrendűségét hangoztatták a nagynevű gyártók 486SX processzoros termékeivel szemben, igazából a 486DLC-nek a 486SX-szel szemben csak egyetlen felépítésbeli előnye volt: képes együttműködni az olcsó matematikai koprocesszorokkal. A 486SX felhasználóknak eladott Intel 487 „matematikai koprocesszor” valójában egy csere-CPU volt – egy más lábkiosztással készített 486DX, amely lekapcsolja a 486SX processzort és átveszi annak feladatait – és eredetileg több száz dollárral többe került, mint egy 387-es.
Ahogy estek az Intel 486 vonal processzorainak árai, a Cyrix egyre nehezebbnek találta a versenyt a 486SLC és DLC CPU kínálatával, és 1993-ban kibocsájtott egy teljesen lábkompatibilis 486SX és DX verziót.
A 486DLC csip használata nem terjedt el széles körben a nagy OEM-ek között, de széles körben ismert volt a hardverrajongók és számítógépépítők köreiben, hogy egy AMD 386DX-40 vagy Cyrix 486DLC-33 felveszi a versenyt egy 486SX-25 rendszerrel, csak olcsóbb, ezért kialakult egy kisebb követői tábora a takarékos rajongókból. Gyakran a 386-os CPU helyettesítőjeként alkalmazták, amely kisebb sebességnövekedéssel is járt. A 486DLC-t azonban nem úgy tervezték, hogy közvetlen csereprocesszorként alkalmazható legyen, ami stabilitási problémákhoz vezethetett a régebbi, nem ehhez a processzorhoz való alaplapokban. A Cyrix később kiadott egy kettőzött órajelű „közvetlen csere” upgrade csipet a 386DX rendszerekhez, ez volt a Cx486DRx2.

## Fordítás
Ez a szócikk részben vagy egészben  a   Cyrix Cx486DLC című angol Wikipédia-szócikk ezen változatának fordításán alapul.  Az eredeti cikk szerkesztőit annak laptörténete sorolja fel. Ez a jelzés csupán a megfogalmazás eredetét és a szerzői jogokat jelzi, nem szolgál a cikkben szereplő információk forrásmegjelöléseként.